# Улица Доронина
Улица Доро́нина — улица на севере Москвы в районе Лианозово Северо-Восточного административного округа.

## Происхождение названия
Проектируемый проезд № 6354 получил название улица Доронина в ноябре 2016 года. Улица названа в честь лётчика, участника экспедиции по спасению челюскинцев, Героя Советского Союза Ивана Васильевича Доронина (1903—1951). Рядом на территории бывшего дачного посёлка имени Ларина находятся улицы, названные в честь других участников этой легендарной экспедиции (улицы Каманина, Слепнёва, Молокова, Водопьянова и др.). Название перенесено с ныне упразднённой улицы в Бабушкине (до 1964 года — Нагорной ул.), проходившей между Верхоянской и Ленской улицами.

## Описание
Улица начинается от Зональной улицы проходит на запад. Домовладений по улице не числится — адреса относятся к Псковской улице.